# برنابه فریرا
برنابه فریرا (انگلیسی: Bernabé Ferreyra؛ ۱۲ فوریهٔ ۱۹۰۹ – ۲۲ مهٔ ۱۹۷۲) یک بازیکن فوتبال و هنرپیشه اهل آرژانتین بود.
از باشگاه‌هایی که در آن بازی کرده‌است می‌توان به اتلتیکو تیگره، ریور پلاته و ولز سارسفیلد اشاره کرد.
وی همچنین در تیم ملی فوتبال آرژانتین بازی کرده است.